# क
Cette page contient des caractères spéciaux ou non latins. S’ils s’affichent mal (▯, ?, etc.), consultez la page d’aide Unicode.
क, appelé ka ou kavarna et transcrit k, est la première consonne de l’alphasyllabaire devanagari. C'est une consonne vélaire.

## Utilisation
Dans toutes les langues, क est prononcée [kə] ou [k].

क avec les voyelles diacritiques.

## Représentations informatiques
Ses Unicode sont, :
| formes   | représentations | chaînes de caractères | points de code | descriptions                                    |
| -------- | --------------- | --------------------- | -------------- | ----------------------------------------------- |
| pleine   | क               | क                     | U+0915         | lettre devanagari ka                            |
| morte    | क्               | क◌्                    | U+0915 U+094D  | lettre devanagari ka, symbole devanagari virama |
| suscrite | ꣬                | ꣬                      | U+A8EC         | diacritique devanagari lettre ka                |